# Gatsbykurvan

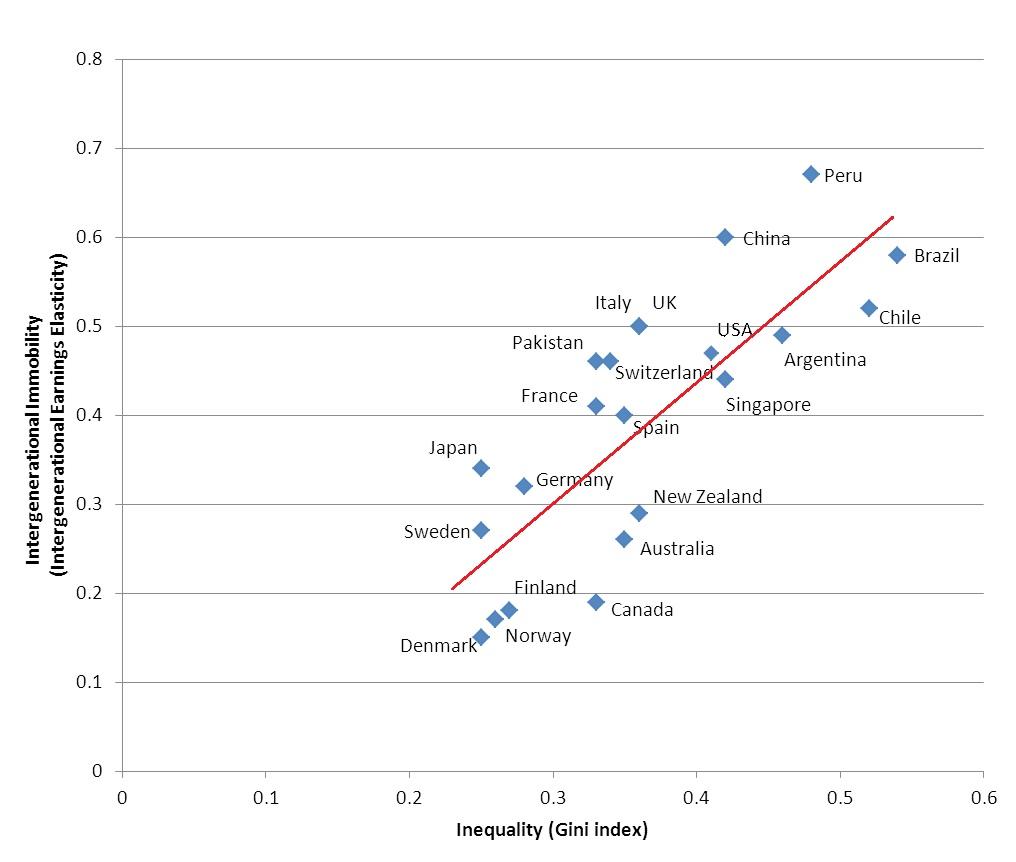
Inkomststabilitet mellan generationer som funktion av ekonomisk ojämlikhet. Gatsbykurvan, den röda linjen, visar att i länder med hög ojämlikhet (hög Ginikoefficient) tenderar ojämlikheten att i större utsträckning föras vidare till kommande generation. Data är hämtade från Miles Coraks ”Inequality from generation to generation” (2012).

Gatsbykurvan visar i ett diagram sambandet mellan inkomstskillnader och socioekonomisk rörlighet mellan generationer. Uttrycket lanserades 2012 av den amerikanske ekonomen Alan Krueger efter titeln på F. Scott Fitzgeralds roman The Great Gatsby (1925).

## Beskrivning
Nationalekonomen Gary Becker påvisade på 1970-talet en teoretisk koppling mellan inkomstolikhet och socioekonomisk rörlighet, att hög inkomstolikhet ledde till låg rörlighet. Sambandet förvånade många ekonomer som hävdat att inkomstklyftor kan vara bra, eftersom de kan uppmuntra människor att anstränga sig mer. En mängd empiriska studier av Miles Corak och andra har därefter funnit att länder med små inkomstskillnader uppvisar högre socioekonomisk rörlighet än länder med större skillnader. Klassresor är mindre vanliga i länder med stora inkomstskillnader. Samma tendens har kunnat påvisas inom Sverige mellan olika regioner och mellan olika perioder.
Korrelation mellan stora inkomstskillnader och låg rörlighet är väl belagd men det är svårare att säkert styrka att det handlar om ett orsakssamband, alltså att det är inkomstskillnaderna som orsakar den låga eller höga rörligheten. Det är dock ett vanligt antagande att så är fallet. Mekanismen skulle då kunna vara att föräldrar med hög socioekonomisk status investerar mer i barnens ”humankapital”, exempelvis utbildning och intresseinriktning.